# Парк юрского периода: Затерянный мир
«Парк ю́рского пери́ода: Зате́рянный мир» (англ. The Lost World: Jurassic Park) — американский научно-фантастический боевик 1997 года. Это второй фильм франшизы «Парк юрского периода», второй фильм в оригинальной трилогии и продолжение фильма «Парк юрского периода». Фильм основан на романе Майкла Крайтона «Затерянный мир» и был снят Стивеном Спилбергом по сценарию Дэвида Кеппа. Джефф Голдблюм и Ричард Аттенборо повторяют свои роли из оригинального фильма с Джулианной Мур, Питом Постлетуэйтом и Арлиссом Ховардом.
Спустя четыре года после событий оригинального фильма Джон Хаммонд передал контроль над своей компанией InGen своему племяннику Питеру Ладлоу (Говард). На грани банкротства Ладлоу намерен эксплуатировать динозавров со второго острова InGen, Сорна, планируя строительство в Сан-Диего нового тематического парка динозавров. Хаммонд отправляет команду во главе с эксцентричным теоретиком хаоса и математиком Яном Малкольмом (Голдблюм) на остров, чтобы задокументировать динозавров и поощрять невмешательство, хотя обе группы в конечном итоге вступают в конфликт.
После выхода оригинального романа и успеха первого фильма фанаты оказали давление на Крайтона для продолжения. После публикации книги в 1995 году началось производство продолжения фильма. Съёмки проходили с сентября по декабрь 1996 года, в основном в Калифорнии, со съёмками на Кауаи, Гавайи, где был снят первый фильм. Сюжет и образы фильма значительно темнее, чем первого фильма. Он более широко использует компьютерные изображения для изображения динозавров, а также аниматроники в натуральную величину.
Фильм был одним из самых ожидаемых фильмов 1997 года. Он сопровождался маркетинговой кампанией стоимостью 250 миллионов долларов, которая включала видеоигры, комиксы и игрушки. Премьера состоялась 23 мая 1997 года. Фильм получил смешанные отзывы от критиков, которые похвалили визуальные эффекты, но критиковали развитие персонажей. Спилберг также выразил разочарование фильмом, заявив, что он всё больше разочаровывался в нём во время производства. Фильм заработал 618 миллионов долларов по всему миру, став вторым кассовым фильмом 1997 года. Он получил номинацию на премию «Оскар» за лучшие визуальные эффекты, проиграв «Титанику». Продолжение, «Парк юрского периода III», было выпущено в 2001 году.

## Сюжет
События этого фильма разворачиваются через четыре года после того, что произошло в «Парке юрского периода» на острове Исла-Нублар. Выясняется, что на соседнем острове Исла-Сорна существовал «Объект Б», на котором «выращивали» детёнышей ящеров. Совершавшая круиз семья высадилась на остров, где компсогнаты ранили девочку. Джон Хаммонд (Ричард Аттенборо), который из-за этого инцидента потерял контроль над своей компанией «Ин-Ген», снаряжает экспедицию во главе с доктором Яном Малкольмом (Джефф Голдблюм), чтобы выяснить, почему ящеры на близлежащем острове Сорна не вымерли, а заодно привезти фото- и видеоматериалы об их жизни с целью защитить «затерянный мир» от новых директоров компании.
В составе группы были оператор-документалист Ник Ван Оуэн (Винс Вон), эксперт-механик Эдди Карр и палеонтолог и возлюбленная Малкольма — Сара Хардинг (Джулианна Мур). Ян соглашается поехать в экспедицию, потому что волнуется за Сару. Также в трейлере спряталась Келли Кёртис Малкольм (Ванесса Ли Честер), дочь Яна. Он не успевает отвезти её домой, прибывают вертолёты компании «Ин-Ген», во главе с племянником Хаммонда, Питером Ладлоу. Его проводник, Роланд Тембо (Пит Постлетуэйт), требует вместо оплаты предоставить ему возможность добыть тираннозавра в качестве охотничьего трофея.
Хорошо оборудованная группа «Ин-Ген» вылавливает паразауролофов, пахицефалозавров и другие виды, чтобы увезти их с острова. Роланд находит гнездо тираннозавра, связывает детёныша, чтобы приманить взрослого тираннозавра. Пока Дитер Старк (Петер Стормаре) оставался за главного, Ник и Сара открыли все клетки с пойманными динозаврами. Роланду приходится возвратиться в лагерь. Ник находит детёныша тираннозавра со сломанной ногой, поэтому он и Сара решают увезти детёныша в лабораторию. Эдди, Келли и Ян поднимаются на лифте на дерево. Ян спускается, чтобы предупредить Сару о приближающемся тираннозавре. Они отпускают детёныша, но тираннозавры сбрасывают трейлер с обрыва.
Пока трейлер висит, приезжает Эдди и скидывает верёвку внутрь. На машину Эдди нападают два тираннозавра. Трейлер падает со скал вместе с машиной, тираннозавры уходят, сам же Эдди погибает, съеденный ящерами. В результате происходящих событий две конфликтующие группы вынуждены объединиться перед лицом смертельной опасности. Отправившись на поиски Дитера, заблудившегося в лесу, Роланд и Картер обнаружили в центре долины пункт со связью, но вернулись обратно за группой. Из-за крови детёныша, которая осталась на куртке Сары, ночью на лагерь нападают два тираннозавра, которые преследуют группу. В результате погибают люди из группы «Ин-Ген».
Роланд усыпляет самца транквилизаторами. Группа Малкольма бежит к центру связи. По пути они проходят поле с велоцирапторами, которые уничтожили остаток группы «Ин-Ген». Выживает 6 человек: Ян, Сара, Ник, Келли, а также Роланд и Ладлоу. Ник идёт вперёд один и вызывает помощь с материка. Остальные приходят позже, потому что Ян ранен. По дороге они сталкиваются с велоцирапторами, но вовремя прилетает вертолёт и увозит их на материк. Группа «Ин-Ген» грузит спящего тираннозавра на корабль. Роланда уговаривают остаться, обещая дать перспективную работу, но тот отказывается и улетает на вертолёте прибывших спасателей. Когда судно прибывает на материк, оказывается, что на корабле нет живых. Тираннозавр вырывается из грузового отсека и идёт в Сан-Диего. Выясняется, что Ладлоу похитил и детёныша. Ян и Сара крадут детёныша и заманивают тираннозавра обратно на корабль. Сам же Питер бежит внутрь, но там его застаёт врасплох динозавр, отдав на растерзание детёнышу. Корабль отправляется назад на остров. По телевидению Джон Хаммонд просит оставить остров в покое и предоставить природу самой себе.

## В ролях
- Джефф Голдблюм — доктор Ян Малкольм: математик и теоретик хаоса.
- Джулианна Мур — доктор Сара Хардинг: девушка Яна и поведенческий палеонтолог.
- Пит Постлетуэйт — Роланд Тембо: охотник на крупную дичь, который придерживается своего строгого морального кодекса.
- Арлисс Ховард — Питер Ладлоу: племянник Хаммонда, который был назначен главным исполнительным директором InGen.
- Ричард Аттенборо — Джон Хаммонд: бывший главный исполнительный директор InGen, который предпринимает шаги, чтобы искупить свою вину после инцидента с Исла-Нублар, сохранив Исла-Сорна.
- Винс Вон — Ник Ван Оуэн: опытный документалист, фотожурналист и эколог.
- Ванесса Ли Честер — Келли Кертис: дочь Яна, которая скрывается в трейлере поддержки, чтобы быть с ним.
- Петер Стормаре — Дитер Старк: второй командир группы InGen под управлением Роланда.
- Харви Джейсон[англ.] — Аджэй Сидху: друг Роланда и партнёр по охоте.
- Ричард Шифф — Эдди Карр: эксперт по полевому оборудованию.
- Томас Ф. Даффи — доктор Роберт Бёрк: палеонтолог охотников InGen.
- Джозеф Маццелло — Тимми Мёрфи: внук Хаммонда.
- Ариана Ричардс — Лекси Мёрфи: старшая сестра Тима и внучка Хаммонда.
- Камилла Белль — Кэти Боумен: дочь богатой семьи, которая натыкается на Исла-Сорна.

## Производство

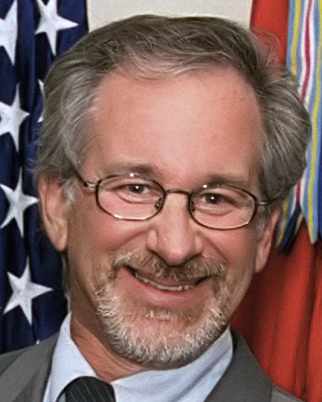
Стивен Спилберг снял оригинальный фильм и вернулся для продолжения

После выхода романа «Парк юрского периода» Майкл Крайтон оказался под давлением со стороны поклонников для продолжения. Он сначала отказался. Во время съёмок экранизация романа режиссер Стивен Спилберг считал, что если бы был снят сиквел фильма, он включал бы в себя извлечение канистры, содержащей ДНК динозавров, потерянной во время событий первого фильма. Разговоры о продолжении начались после выхода первого фильма, который имел коммерческий успех. Спилберг провёл обсуждения с Дэвидом Кеппом и Крайтоном, которые написали сценарий к предыдущему фильму, чтобы поговорить о возможных идеях для сиквела. Производство второго фильма «Парк юрского периода» зависело от того, напишет ли Крайтон продолжение первого романа.
В марте 1994 года Крайтон сказал, что у него есть идея для другой книги, которая будет адаптирована в фильм. В то время Спилберг не взял на себя обязательство снять экранизацию нового романа, так как планировал взять год перерыва. В марте 1995 года Крайтон почти закончил писать второй роман, выход которого был запланирован на конец того же года. Спилберг подписал контракт на создание экранизации, а съёмки должны были начаться в 1996 году, фильм планировалось выпустить в следующем году. Спилберг был занят своей новой студией DreamWorks и не решил, будет ли он режиссёром фильма, сказав: «Я бы с удовольствием снял его, но мне просто нужно посмотреть. Моя жизнь меняется».
Производственная группа была собрана к середине 1995 года, когда Крайтон заканчивал второй роман «Затерянный мир»; параллельно Спилберг и Кепп разрабатывали свои идеи для сценария. Роман Крайтона был опубликован в сентябре того же года, а Спилберг был объявлен режиссёром через два месяца. Спилберг и Крайтон согласились отказаться от авансовых платежей за долю бэк-энда. Сделка Кеппа, как говорили, была самой прибыльной для экранизации в то время, с гонораром в районе от 1,5 до 2 миллионов долларов. Снять фильм предложили Джо Джонстону, он в конечном итоге снял продолжение «Парк юрского периода III».
Процесс раскадровки начался в июне 1995 года. Как и в предыдущих фильмах Спилберга, раскадровки широко использовались в начале, чтобы помочь разработать сцены, а также общий сюжет:{{{1}}}. С течением года Спилберг продолжал проводить мозговой штурм идей и делать приблизительные наброски, чтобы помочь проиллюстрировать своё видение:{{{1}}}. У фильма было почти 1500 раскадровок, которые помогали в точном планировании, необходимом для съёмок сцен с участием экшена, динозавров и спецэффектов. Предпроизводство началось в январе 1996 года:{{{1}}}. В течение трёх месяцев сцены, представленные в раскадровке, были достаточно многочисленны, чтобы создать четырёхчасовой фильм, что потребовало необходимости сокращения:{{{1}}}. Деревня InGen на острове Сорна была среди элементов фильма, который претерпел много изменений в дизайне на ранней стадии:{{{1}}}.

### Сценарий

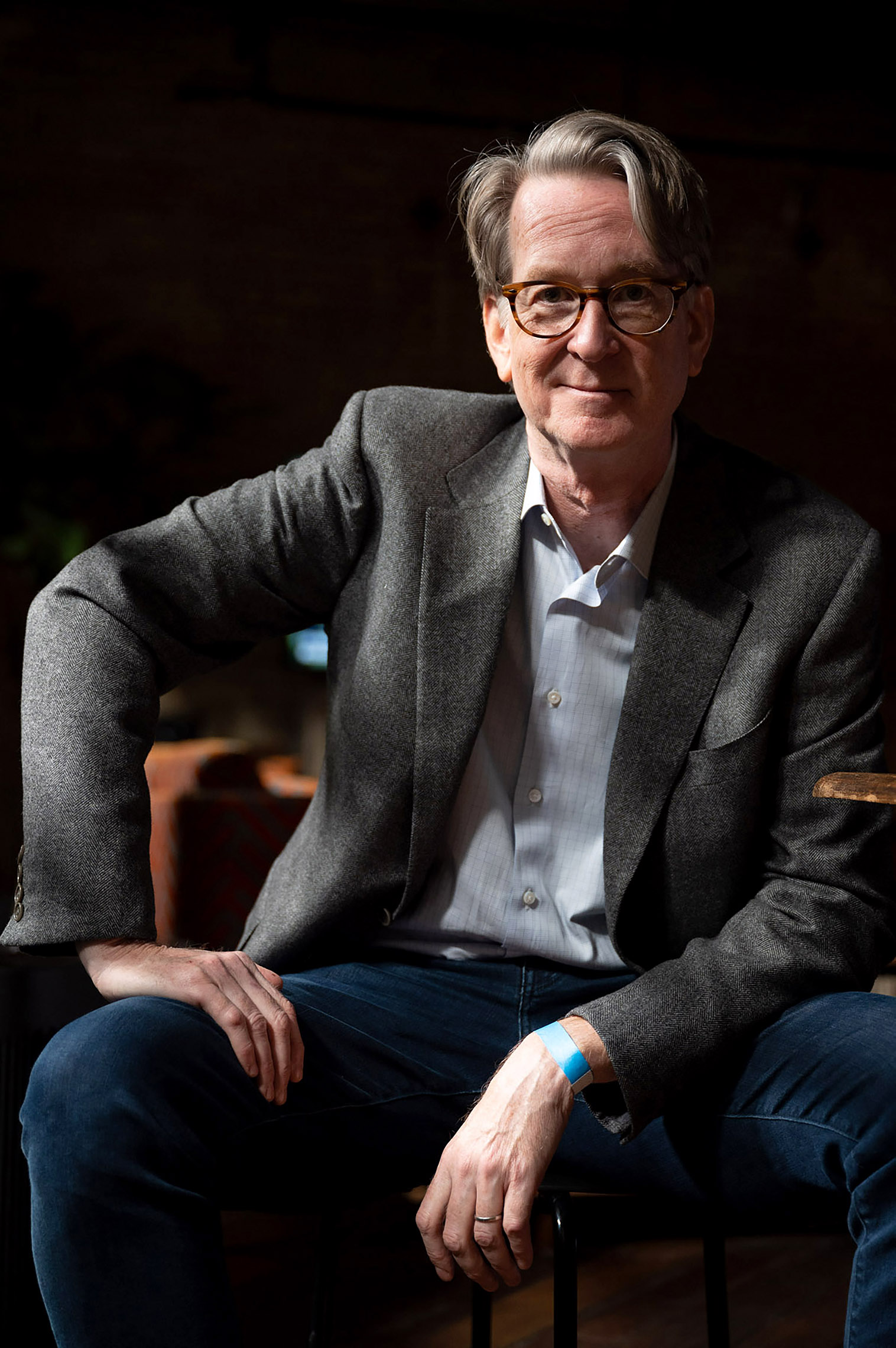
Сценарий к фильму написал Дэвид Кепп

После того, как была анонсирована экранизация «Затерянного мира», Кепп получил рекомендательные письма от заинтересованных детей. По словам Кеппа, одно письмо гласило: «Пока у вас есть тираннозавр и велоцираптор, всё остальное в порядке. Но, что бы вы ни делали, в начале не было длинной скучной части, которая не имеет ничего общего с островом». Кепп сохранил письмо как «своего рода напоминание». Он также принял предложение из письма добавить стегозавра. Кепп начал писать сценарий в сентябре 1995 года, после завершения съёмок в своём режиссерском дебюте, фильме «Эффект спускового крючка». Он продолжил работу в постпроизводствп над этим фильмом, одновременно написав сценарий к «Затерянному миру»:{{{1}}}, завершив первый черновик в январе 1996 году:{{{1}}}.
Кепп отметил, что первый фильм «Парк юрского периода» был философским о возвращении динозавров к жизни и о том, как они повлияют на человечество: «Мы тщательно изучили эти вопросы в первом фильме, поэтому я не хотел возвращаться к ним. „Затерянный мир“ менее философский и больше о базовом выживании»:{{{1}}}. Во время ранней встречи с Кеппом Спилберг отметил, что оригинальный фильм представил контраст между травоядными и плотоядными динозаврами. Спилберг определил, что новое продолжение должно дополнительно сосредоточиться на людях, которые являются «собирателями» (наблюдатели за динозаврами) и «охотниками» (которые ловят динозавров для зоопарка). Кепп сказал, что сюжет фильма 1962 года Hatari! — об африканских животных, пойманных для зоопарков — оказал «большое влияние» на сценарий «Затерянного мира».
Персонаж Роберта Берка основан на палеонтологе Роберт Бэккер, который считает, что тираннозавр был хищником. Его соперник Джек Хорнер, технический советник фильма, рассматривал динозавра как защитника, а не агрессивного по своей сути. Хорнер попросил, чтобы персонаж Берка был съеден тираннозавром, хотя Бэккеру понравилась сцена и он считал, что она оправдала его теорию о том, что тираннозавр был хищником.
Фильм содержит несколько ранее не снятых сцен из первого романа:{{{1}}}. Смерть Дитера Старка от компсогнатов была вдохновлена смертью Джона Хаммонда в романе, где его убивает прокомпсогнат. Начальная сцена фильма была снята с ранней главы, в которой прокомпсогнат кусает девочку на пляже. Первый роман также включал сцену, где персонажи прячутся за водопадом от тираннозавра; это было повторно использовано в «Затерянном мире» для сцены, в которой Берка съедает тираннозавр.

#### Изменения романа

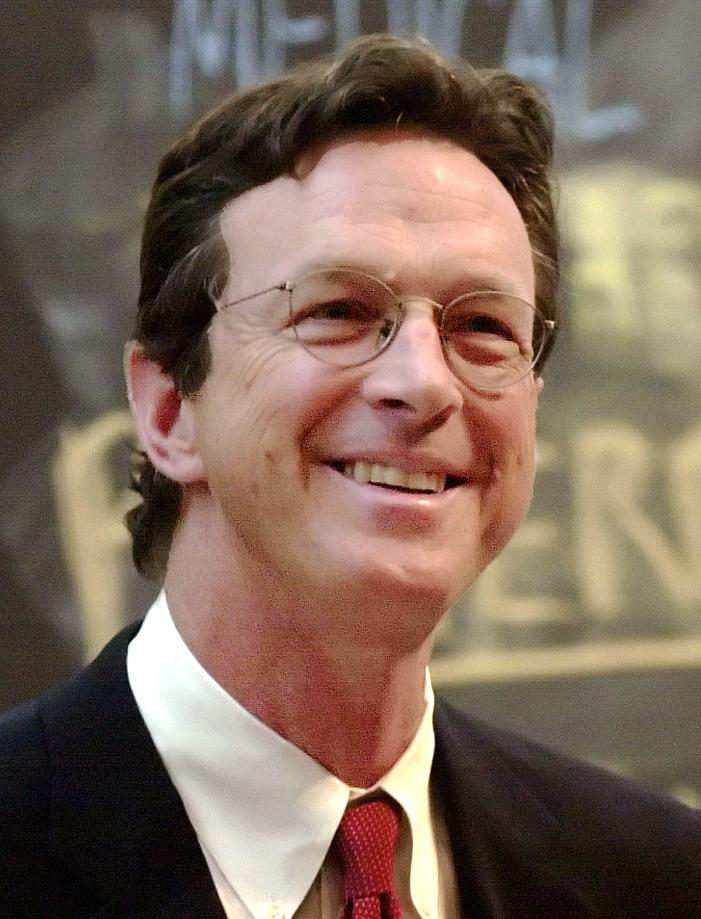
Майкл Крайтон написал роман, на котором основан фильм

На почти 400 страницах сюжет романа должен был быть сжат, чтобы соответствовать типичной двухчасовой продолжительности фильма:{{{1}}}. Помимо исключения многих элементов книги, Спилберг и Кепп также добавили свои идеи. В результате фильм является лишь вольной экранизацией романа Крихтона:{{{1}}}. После того, как книга была закончена, с Крайтоном не консультировались по поводу экранизации, и только когда он отказался одобрить определённые права на мерчандайзинг, он получил копию сценария. Исполнительный продюсер Кэтлин Кеннеди, которая также продюсировала первый фильм, сказала: «Так же, как Майкл не видит сценарий как сотрудничество, Стивен ушёл и снял свой фильм. Когда Майкл передал книгу Стивену, он понял, что его работа закончена».
К тому времени, когда Крайтон закончил свой роман, Спилберг и Кепп уже более года обсуждали идеи для фильма. Кепп попытался объединить эти идеи с некоторыми из романа. У него был год, чтобы написать сценарий до начала съёмок:{{{1}}}. Чтобы подготовиться, Спилберг больше настаивал на том, чтобы Кепп посмотрел фильм «Затерянный мир», чем на том, чтобы он прочитал роман Крайтона. Кепп прочитал книгу четыре раза, в каждом случае отмечая аспекты, которые ему нравились:{{{1}}}. Спилберг сказал, что его средней части не хватает повествования, но что «установка Крайтона была превосходной, и он, безусловно, поставил нас на правильный путь».
Спилберг и Кепп придумали новый сюжет, включая две идеи из книги, которые понравились режиссёру: второй остров, населённый динозаврами, и сцена, где половина трейлера из двух частей падает со скалы после нападения тираннозавров. Также была сохранена идея воспитания среди динозавров, а также детёныша тираннозавра и ребёнка, который прячется в трейлере. Ещё одна концепция, сохранённая из романа, — высокая шкура, вольер, используемый командой Малкольма, которая поднимается на верхушки деревьев для наблюдения за динозаврами. Спилберг сожалел об удалении сцены из сценария, в которой были бы изображены персонажи на мотоциклах, пытающиеся убежать от хищников, похожей на сцену в романе. Альтернативная версия сцены позже была добавлена в фильм «Мир юрского периода».
Роман Крайтона вращается вокруг команды Малкольма и команды соперника во главе с корпоративным соперником InGen, Biosyn, которая была убрана из экранизации в пользу двух конкурирующих команд InGen. Также были удалены несколько персонажей из романа:{{{1}}}, включая Льюиса Доджсона, лидеры команды Biosyn, и инженера по полевому оборудованию Дока Торна, чьи характеристики были частично реализованы в персонаже Эдди. Два новых персонажа, которых нет в романе, — Роланд и Ник; Кепп выбрал фамилии Тембо и Ван Оуэн в качестве отсылки на одну из своих любимых песен, «Roland the Headless Thompson Gunner». Капп сказал: «Поскольку Роланд — наёмник в песне, это казалось хорошим именем для охотника за наймом в нашем фильме. Пока я был там, я подумал, что было бы забавно сделать фамилию его врага Ван Оуэн, как в песне».
В романе Крайтона были показаны двое детей, Келли и Арби, Кепп объединил их в одного персонажа, также называемого Келли. Арби — чернокожий персонаж, и на роль Келли была выбрана чёрная актриса Ванесса Ли Честер. Изначально Келли должна была быть ученицей Яна Малкольма, но Кеппу было трудно заставить эту идею работать, сказав, что Малкольм «никогда не будет преподавать в начальной школе, поэтому я подумал, что, возможно, он учит её. Почему? Может быть, он получил штраф за вождение в нетрезвом виде, и ему пришлось выполнять общественные работы, поэтому он преподает в средней школе в центре города». Кепп отверг эту идею из-за её сходства с фильмом «Опасные умы».
Поскольку фильм будет о воспитании динозавров, Кепп понял, что элемент воспитания также должен распространяться на человеческих персонажей. Спилберг одобрил идею Кеппа иметь Келли в качестве дочери Малкольма, но изначально они не были уверены в том, что чернокожая актриса играет ребёнка белого родителя. У Спилберга двое приёмных чернокожих детей, и он и Кепп вскоре решили сохранить эту идею. Кепп хотел написать объяснение в сценарии о несоответствии в цвете кожи, но он отказался от этой идеи, так как не мог придумать простого способа решить эту проблему.

#### Переписи сценария
Кепп написал в общей сложности девять черновиков для фильма:{{{1}}}. Сцена в ранних сценариях включала бы Малкольма и его группу, убегающих от хищников, скользя с обрыва, но сталкивается с птеранодонами. Оригинальная концовка включала в себя большую деревню InGen и более длинную погоню зонт раптороа:{{{1}}}, ха этим следует воздушный бой, в котором птеранодоны атакуют вертолёт, пытаясь сбежать с острова Сорна. В рамках концовки Спилберг также подумал о том, чтобы птеранодоны спустились вниз и унесли людей и животных в их больших клювах, эта идея была отвергнута Хорнером:{{{1}}}.
Более года Спилберг и Кепп не были уверены, стоит ли включать сцену с участием динозавра, бушующего в городе. Кепп считал это «логическим продолжением» сюжета, рассказанному в первом фильме, и считал, что это была главная сцена, которую зрители ожидали увидеть, но отметил, что он и Спилберг ходили «туда-сюда» о том, включать ли это: «Основная причина, по которой не делать это, заключалась в том, что если бы это не было сделано правильно, мы бы внезапно переделали „Годзиллу“»:{{{1}}}. Кепп чувствовал, что сцена будет работать только в течение короткого периода времени, прежде чем стать невероятной.
За два месяца до начала съёмок Спилберг решил изменить концовку, чтобы показать часто обсуждаемое городсквю резню, в конечном итоге остановился на тираннозавре в Сан-Диего:{{{1}}}. Ему было интересно увидеть, как динозавры нападают на материк и верил, что зрителям понравится резня в Сан-Диего. Изначально Спилберг хотел сохранить идею для третьего фильма «Парк Ююрского периода», но передумал, когда понял, что, вероятно, не будет снимать ещё один фильм. Для сцены резни Спилберг ссылался на фильмы о монстрах, такие как «Чудовище с глубины 20 000 саженей» и «Горго». Сцену похожа на сцену в фильме «Затерянный мир» (1925), в которой бронтозавр сеет хаос в Лондоне. Рассматривались различные сценарии для резни в Сан-Диего, включая одну отвергнутую идею, в которой тираннозавр столкнется с SEAL с близлежащего острова Коронадо:{{{1}}}.
Кеппу понравилась идея резни, но он признал, что переписывание сценария так близкого к съёмкам было «довольно суматошным», особенно потому, что оно совпало с родами его жены. Его первый черновик с новой концовкой был завершён через неделю после решения Спилберга, хотя он будет продолжать пересматривать его:{{{1}}}. Строительство деревни InGen уже началось, и размер декорацит был уменьшён на 75 процентов из-за новой концовки:{{{1}}}. Продюсеры Колин Уилсон и Джералд Молен хотели, чтобы птеранодоны остались в сюжете; они получили лишь небольшое появление в финальной сцене фильма:{{{1}}}. Сцена похорон Хаммонда также была вырезана из окончательного сценария.

### Кастинг
В ноябре 1994 года Ричард Аттенборо сказал, что повторит свою роль Хаммонда из первого фильма. Джефф Голдблюм также был нанят, чтобы вернуться в роли Малкольма:{{{1}}}. Ранние кастинги для новых персонажей начались в феврале 1996 года и полностью начались через месяц:{{{1}}}. В апреле 1996 года Джулианна Мур обсуждала, чтобы сняться вместе с Голдблюмом, играя роль Сары Хардинг, одного из персонажей романа. Спилберг восхищался игрой Мур в фильме «Беглец», и встретился с ней по поводу появления в одном из его будущих фильмов. Он посоветовал Кеппу создать Сару:{{{1}}}.
Спилберг был с Ванессой Ли Честер на премьере «Маленькая принцесса», в котором она снялась. Честер позже вспоминала: «Когда я подписывала ему автограф, он сказал мне, что однажды снимет меня в кино». Спилберг встретился с Честер в следующем году, чтобы обсудить «Парк юрского периода: Затерянный мир», в конечном итоге выбрав её на роль дочери Малкольма, Келли. Пит Постлетуэйт был выбран после того, как Спилберг увидел его роль в фильме «Во имя отца». В июне 1996 года Пиеер Стормаре был в окончательных переговорах о присоединении к проекту, после того, как Спилберг увидел его в фильме «Фарго», выпущенном ранее в том же году:{{{1}}}.
Винс Вон также присоединился к актёрскому составу. Спилберг был впечатлёг выступлением Вона в фильме «Свингеры», который он увидел после того, как создатели фильма попросили его разрешения использовать музыку из его предыдущего фильма «Челюсти». После встречи со Спилбергом Вон был выбран без необходимости делать экранный тест. Арт Малик отказался от роли в фильме. Индийский актёр М. Р. Гопакумар изначально был выбран на роль Аджая Сидху в августе 1996 года, но не смог принять участие в проекте из-за проблем с получением разрешения на работу во время для съёмок. Он был одним из шести человек, рассматривающихся на эту роль, которая в конечном итоге достался актёру Харви Джейсону:{{{1}}}.

### Съёмки
Фильм был снят с бюджетом в 73 миллиона долларов. Спилберг не разрешил актёрам репетировать: «Вы хотите запечатлеть актёров, когда они впервые пробуют слова, когда они впервые смотрят друг на друга — это такая магия, которую вы можете получить только на первом или втором». Кепп старался быть доступным на сборной плаше для пересмотра сценария:{{{1}}}. Он также работал режиссёром второго подразделения фильма, добровольно получив эту должность в надежде получить больше режиссёрского опыта, Работа второго подразделения включала в себя адресные планы, такие как люди, марширующие через Исла-Сорна, и съёмки вертолётов:{{{1}}}, в дополнение к сцене с участием Малкольма в метро.
Многие члены съёмочной группы из первого фильма вернулись для продолжения:{{{1}}}. Спилберг хотел, чтобы Дин Канди, его давний оператор, тоже вернулся, но он был занят подготовкой к режиссуре фильма «Дорогая, мы себя уменьшили». Спилберг выбрал Януша Каминского, который работал с ним над фильмом «Список Шиндлера». Каминский придал «Затерянному миру» более мрачный, более художественный вид по сравнению с его предшественником, что привело к «более элегантному и богатому» подходу, ориентированному на контраст и тень. Действие большей части фильма происходит ночью, и Каминский посмотрел фильмы «Чужой» и «Бегущий по лезвию» для визуальной справки.

#### Места съёмок
Хотя первый фильм был частично снят на Кауаи, Гавайи, создатели фильма хотели снять продолжение в другом месте с новыми декорациями. Художник-постановщик Рик Картер сначала рассматривал Гавайи, затем Пуэрто-Рико, Новую Зеландию и Австралию в качестве возможных мест съёмок. Хотя действие фильма происходит недалеко от Коста-Рики, страна никогда не рассматривалась, потому что съёмки проходили бы в сезон дождей:{{{1}}}. Тем не менее, в фильме были записаны тропические звуковые эффекты.
К февралю 1996 года северная Новая Зеландия была выбрана в качестве места съёмок. Считалось, что страна лучше представляет настоящую среду обитания динозавров, и должна была быть использована для начальной сцене на пляже, обзора динозавров под руководством охотников InGen и создания снимков:{{{1}}}. Новая Зеландия была признана слишком дорогой; съёмки там были резко сокращены в августе 1996 года в пользу Округа Гумбольдт, Калифорния:{{{1}}}, которые предлагали финансовые стимулы, которые поддерживали бы производственные затраты на низком уровне. Орегон также рассматривался в качестве альтернативы Новой Зеландии.
Съемки начались 4 сентября 1996 года:{{{1}}}, в каньоне Ферн, части Государственного парка Prairie Creek Redwoods . Смерть Дитера была среди сцен, снятых там:{{{1}}}. Производство продолжалось в округе Гумбольдт в течение двух недель в таких местах, как Государственный парк Prairie Creek Redwoods, и в частной собственности в Фильдбруке, оба использовались для обзора динозавров. Другими местами съёмок были секвойные леса Юрики. Это место было выбрано, потому что исследования показали, что динозавры живут не в тропических средах обитания, а в лесах, как в Юрике.
После завершения работ в округе Гумбольдт съемки перешли на звуковые сцены в Universal Studios Lot, расположенном в районе Лос-Анджелеса. Студийный комплекс ранее использовался в качестве места съёмок для первого фильма. Из-за ограниченного пространства сцены в Голливуде съёмочной группе пришлось чередовать различные сцены Universal, которые были отремонтированы, когда не использовались для подготовки к будущим съёмкам. Деревня InGen также была построена в Universal Studios, за домом «Психо»:{{{1}}}, и остался нетронутым после съёмок, чтобы стать частью аттракциона Studio Tour.
В какой-то момент во время съёмок в Universal Спилберг не смог прийти из-за семейных обязательств в Нью-Йорке. Кепп взял на себя первое подразделение в течение восьми дней, и Спилберг следил за процессом съёмок через спутниковое видео. Некоторые сцены с высокими скрытыми кадрами были сняты на месте в Prairie Creek, часть из них с большим количеством диалогов была снята на фоне синего экрана в Universal:{{{1}}}, последняя сцена, за которой следил Спилберг во время его выходных.
В фильме представлено более 20 индивидуальных транспортных средств, в том числе тех, которые используются охотниками InGen:{{{1}}}. Базовый лагерь группы был в основном снят на 12-й сцене. Исключением является тот момент, когда захваченные динозавры сеют хаос в лагере; это было снято в дендрарие округа Лос-Анджелес:{{{1}}}. Большой овраг был построен на 23-й сцене для сцены, в которой тираннозавр преследует персонажей в небольшую пещеру, спрятанную за водопадом. Эксперт по спецэффектам Майкл Лантьери построил искусственный водопад, и сцена была снята с помощью Steadicam. Спилберг подсчитал, что почти половина фильма была снята с помощью Steadicam, так как она была полезна из-за обилия сцен погони.
Кепп прочитал охотничью литературу и узнал о ягуарах в Южной Африке, которые преследуют свою добычу через длинную траву:{{{1}}}. Это вдохновило сцену, в которой хищники нападают на команду InGen в поле длинной травы. Она была снята в начале ноября 1996 года. Лантьери и команда начали выращивать настоящую траву за несколько месяцев до этого, на восьми акрах, расположенных в Ньюхолле, Калифорния. Размер собственности позволил провести возможные пересъёмки, так как любая трава, которая была сплющена во время съёмок, не прорасла:{{{1}}}.
Среди последних сцен, которые должны были быть сняты, были те, действие которых происходило в доме Хаммонда; они были сняты 6 декабря 1996 года:{{{1}}}, в Старшей школе Мэйфилда в Пасадине, Калифорния. Сцена, где персонаж Вона выходит из озера, также была снята в Пасадине.
Финальное место съёмок было на Кауаи, где была снята начальная сцена на пляже:{{{1}}}. Первоначально съёмки должны были быть во Фьордленде в Новой Зеландии, в течение пяти дней в декабре 1996 года. Однако планы по съёмкам там были внезапно отменены в начале месяца, в качестве меры экономии времени и средств. Место, расположенное ближе к США, было предпочтительным:{{{1}}}, был выбран пляж Кипу Кай на Кауаи. Съёмки проходили там в этом же месяце.
Ещё одной сценой на Кауаи занимались Кепп и второе подразделение. Сцену, в которой группа Малкольма приближается к Исла-Сорна, пришлось импровизировать, когда лодка застряла на песочном баре. Кепп связался со Спилбергом, чтобы узнать, как действовать дальше, и ему сказали переписать и снять сцену как можно лучше. В готовом фильме капитан лодки останавливается, потому что боится приблизиться к острову, услышав истории о рыбаках, которые так и не вернулись. Съёмки закончились 20 декабря 1996 года:{{{1}}}.

#### Сцены в трейлере
Исследовательский трейлер, используемый командой Малкольма, представляет собой модифицированный Fleetwood Southwind Storm RV 1997 года, несколько из которых были сделаны для съёмок различных сцен. Одна сцена изображает группу после их прибытия на Исла-Сорна; это было снято в Патрикс-Пойнт, на парковке для посетителей, которая была покрыта грязью и растительностью:{{{1}}}.
Сцена нападения на трейлер была снята в Universal Studios в течение почти месяца, её съёмки закончились в октября 1996 года:{{{1}}}. Для сцен, в которых половина прицепа падает со скалы, над универсальным гаражом был построен целый склон горы, при этом прицеп болтался с помощью 95-тонного крана. Некоторые из кадров свисающего также были сняты на 27-ой сцене, где нужно было сделать отверстие в крыше, чтобы вместить кран. Перед тем, как их столкнули со скалы, на трейлер нападают взрослые тираннозавры, ударяя его головами. В этой сцене использовались аниматронные динозавры, которые нанесли большой ущерб трейлеру. Кадры с участием аниматронн тираннозавров и трейлера были сняты на 24-й сцене:{{{1}}}. 24-метровая дорожка была встроена в пол сцены, что позволило перемещать тираннозавров назад и вперёд.
Часть сцены была снята непрерывно с помощью 7,9-метрового крана. Камера отслеживала актёра Ричарда Шиффа, когда его персонаж Эдди идёт по части трейлера, чтобы бросить верёвку другим персонажам, которые застряли в задней половине трейлера, когда он болтается над обрывом. Эта сцена требовал точного времени, чтобы сделать его правильным, и операторская тележка также должна была быть встроена в сцену. Во время съёмки внутри трейлера камера теряет фокус из-за помех от какой-то части электронного оборудования в автомобиле. После 15 неудачных попыток съемочная группа была близка к тому, чтобы отказаться от кадра, пока на камеру не был установлен механизм дистанционной фокусировки. Другая проблема возникла из-за сцены, происходшей во время шторма, так как искусственный дождь запотевал объектив камеры, и дефлекторы дождя камеры вышли из строя. В конце концов, съёмочной группе удалось получить три хороших дубля во время девятичасовой съёмки.
В другой части сцены персонажи, которых играют Мур, Голдблюм и Вон, должны подняться на веревку в попытке сбежать из свисающего трейлера. Мур посчитала это самой сложной сценой фильма: «Мы висели вверх ногами в жгутах, и у них был дождь на сцене, намокая нас. На сцене также было холодно». Температуры должны были быть низкими, чтобы предотвратить конденсацию на объективе камеры:{{{1}}}.
Аниматроника в основном использовалась для сцены, в которой тираннозавры возвращаются и убивают Эдди. Исключением из этого были два сгенерированных компьютером кадра: когда животные выходят из леса, и когда они разрывают тело Эдди пополам. В противном случае аниматроники использовались для сцен, в которых животные разрывают автомобиль на части, чтобы добраться до Эдди. Съёмки сцены с помощью аниматроники требовали тесного сотрудничества с координатором трюков.

#### Сцена в Сан-Диего

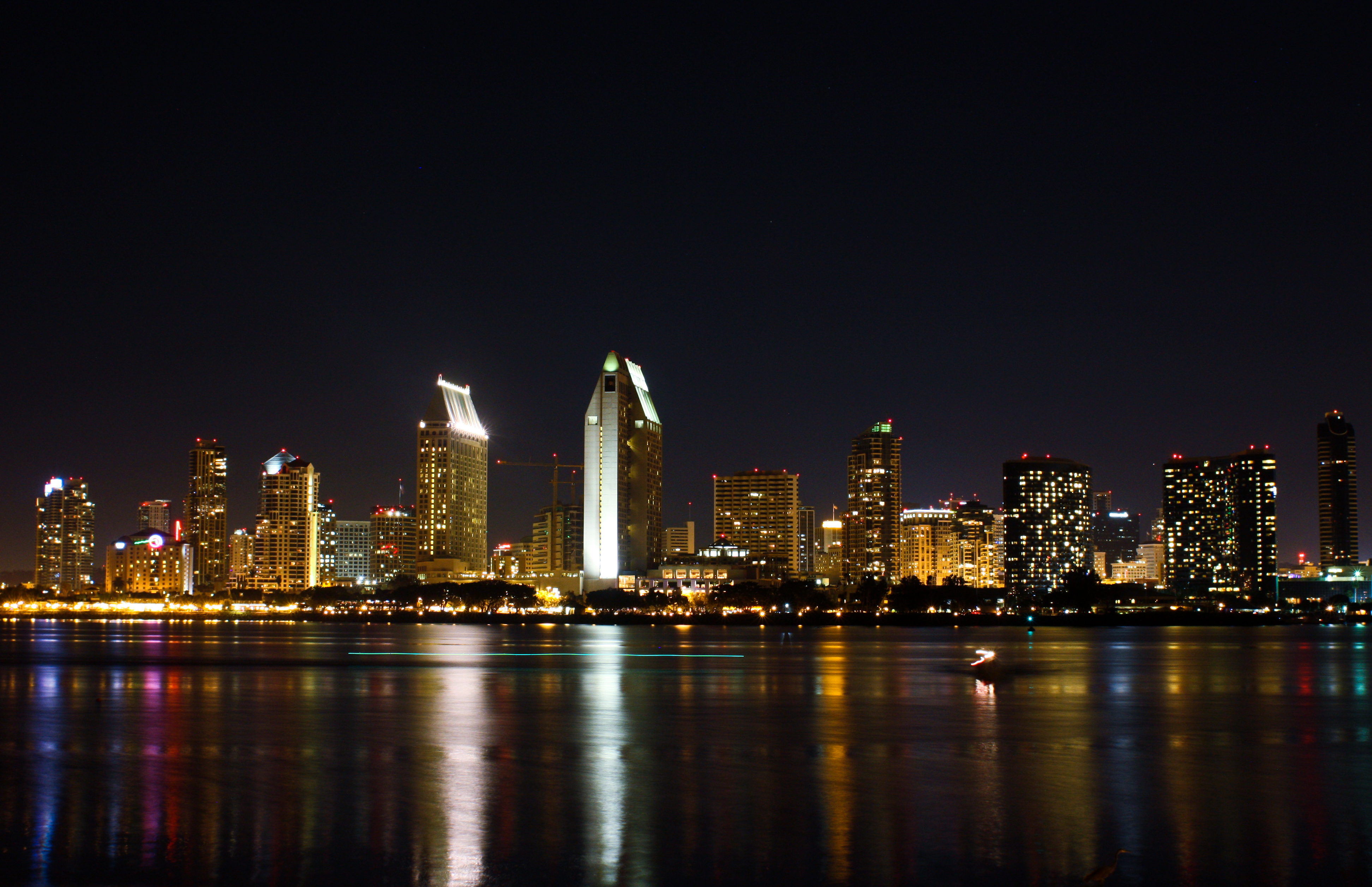
Ночной горизонт центра Сан-Диего является единственным кадром, снятым в городе.

Несмотря на то, что действие сцены с тираннозавром происходит в Сан-Диего, создатели фильма решили не снимать сцену там, полагая, что город слишком далеко от Лос-Анджелеса, и искали более близкое место. Это решение было принято всего за 16 дней до того, как сцена была запланирована на начало съёмок. Вскоре команда поселилась в Бербанке, Калифорния для части резни:{{{1}}}. Ночные кадры горизонта центра Сан-Диего составляют единственные кадры, снятые в городе, включая краткую сцену вертолёта InGen, пролетающего над пристанью и наклоняющего к высотным зданиям:{{{1}}}. Квартал Гасламп в Сан-Диего был исследован в качестве возможного местоположения до того, как был выбран Бербанк:{{{1}}}.
Сцена в Сан-Диего была снята в ноябре 1996 года рядом с торговым центром Media City Center:{{{1}}}. Съёмочная группа оборудовала пять городских кварталов для съёмок, по одному кварталу на каждом конце размещались прицепы и оборудование:{{{1}}}. Баррикады были установлены для поддержания секретности среди любопытных прохожих; Спилберг отметил, что «похоже, что ведутся работы по ремонту дорог». В одной сцене тираннозавр бьёт движущийся автобус, который врезается в Blockbuster Video, построенная как декорация. Для протаранивания шины требовалось использование пневматики, кабелей, отрывного стекла и зарядов:{{{1}}}.
В другой сцене из Бербанка десятки людей бегут от тираннозавра, это отсылка «Годзиллу», добавленная Спилбергом и Кеппом: японский бизнесмен, кричащий на своём родном языке, что он «покинул Токио, чтобы уйти от этого!»:{{{1}}}. Члены съёмочной группы представлены среди тех, кто бежит от тираннозавраref name=surv/>, и Кепп также написал камео-сцену для себя как одного из этих людей. Он указан «неудачник», и его съедает динозавр. По словам Кеппа: «Когда я писал эту сцену, я решил, что если людей съест тираннозавр, я хочу быть одним из них. Я спросил Стивена, могу ли я это сделать, и он сказал: „Убить тебя на плёнке? Без проблем!“» тираннозавр в этом случае будет добавлен позже с помощью CGI, и Кеппу было сложнее, чем ожидалось, действовать с несуществующим динозавром:{{{1}}}.
Другие части резни были сняты в районе Лос-Анджелеса Гранада-Хиллз, где местами были заправочная станция Union 76 и внешностт семейного дома. 24-я сцена была использована в качестве домашнего интерьера для сцены, в которой семья понимает, что тираннозавр находится на их заднем дворе:{{{1}}}.
Большинство сцен в доках Сан-Диего были сняты в заливе Сан-Педро в течение шести дней. Там были построены наружные наборы, изображающие доки до и после столкновения корабля с тираннозавр:{{{1}}}. Industrial Light & Magic (ILM), которая работала над CGI-динозаврами, также создала доки восьмого масштаба и миниатюрный корабль. Они были использованы для самой сцены, которая была снята ILM в марте 1997 года:{{{1}}}. Кроме того, ILM создала миниатюрную модель, изображающую амфитеатр для Парка юрского периода в Сан-Диего:{{{1}}}.

### Динозавры
В то время как в «Парке юрского периода» были в основном аниматронные динозавры, построенные командой Стэна Уинстона, «Затерянный мир»» больше опирался на CGI Industrial Light & Magic (ILM). Это означало, что в фильме были представлены большие кадры, которые предлагали достаточно места для цифровых художников, чтобы добавить динозавров. Монтаж фильма начался в первый день съёмок, и оба процесса продолжались параллельно. Это позволило ILM получить раннее начало с CGI-животными:{{{1}}}. В фильме 75 компьютерных кадров. Сцена, в которой охотники соединяют группу динозавров, была почти полностью снята с компьютерными животными. Исключением были сцены с пахицефалозавром:{{{1}}}.
Спилбер последовал совету Хорнера, чтобы помочь динозаврам быть научно точными, за некоторыми исключениями. Команда художников Уинстона тщательно смоделировала динозавров на основе палеонтологических фактов или теорий в определённых случаях, когда факты не были окончательно известны. Помимо аниматроники, команда Уинстона также нарисовала макеты динозавров, которые впоследствии были созданы с помощью CGI:{{{1}}}. Аниматоры ILM отправились в Marine World/Africa USA, чтобы снять на видео слонов, рептилий и носорогов, чтобы определить, как сделать динозавров более похожими на реальных животных. Хотя технологии не сильно продвинулись с момента выхода первого фильма, Спилберг отметил, что «художник творческих компьютерных людей» продвинулся вперёд: «У животных лучшая детализация, гораздо лучшее освещение, лучший тонус мышц и движение. Когда динозавр переносит вес с левой стороны на правую, всё движение жира и сухожилия более плавное, физиологически более правильное». Все динозавры использовали управление сухожилием для движений морды:{{{1}}}
В то время как первый фильм показал, что динозавров можно адекватно воссоздать с помощью спецэффектов, продолжение подняло вопрос о том, что можно сделать с динозаврами. Уинстон сказал: «Я хотел показать миру то, чего они не видели в „Парке юрского периода“: больше динозавров и больше действий динозавров. „Больше, больше, лучше“ был нашим девизом». Некоторые аниматроники стоили 1 миллион долларов и весили 9,5 тонн. Лантьери, руководитель спецэффектов, сказал: «Большой робот тираннозавра может тянуть две G с силой, когда он движется справа налево. Если вы ударите кого-то этим, вы убьёте его. Так что, в некотором смысле, мы действительно относились к динозаврам как к живым, опасным существам».
У команды Уинстона был всего год, чтобы спроектировать и построить аниматронных динозавров, на один год меньше, чем с оригинальным фильмом. Аниматроники в обоих фильмах использовали пенопластовый латекс, который быстро портится. Аниматроники тираннозавров и хищников были повторно использованы из первого фильма, с новой кожей, сделанной из пресс-форм, которые были сохранены из предыдущей части:{{{1}}}.
- Компсогнат[13], маленький плотоядный теропод, который нападает стаями. Супервайзер по визуальным эффектам Деннисом Мьюреном считал их самым сложными цифровыми динозаврами. Их небольшой размер означал, что у них было видно всё тело, и поэтому им нужно было более высокое чувство гравитации и веса. Простая кукла показана во вступительной сцене, и в той части, где Дитер был убит стаей, в которой был Стормаре в куртке, к которой были прикреплены различные резиновые компсогнаты[52]. В фильме Берк идентифицирует динозавра как Compsognathus triassicus, который на самом деле является несуществующим видом. Название представляет собой комбинацию Compsognathus longipes и Procompsognathus triassicus[28].
- Галлимим показан убегающим от охотников InGen[16]:{{{1}}}.
- Мамэньсизавр показан на сцене игровой тропы. Модель брахиозавра из первого фильма была изменена, чтобы изобразить мамэньсизавра, который был полностью сгенерирован на компьютере[16]:{{{1}}}.
- Пахицефалозавр — динозавр высотой 5 футов и длиной 8 футов. Для съёмок были созданы три версии: полностью гидравлическая кукла, голова и головное масло. Последняя была построена, чтобы выдерживать сильные удары для сцены, в которой динозавр ударяет головой одних из охотничьих автомобилей. Кукла пахицефалозавра, одна из самых сложных, была использована для сцены, в которой динозавр попадает в плен. Ноги куклы контролировались с помощью пневматики[16]:{{{1}}}.
- Паразавролоф показан в сцене, когда его преследуют охотники InGen. Команда Уинстона должна была создать кукольную версию динозавра для этой сцены, но ILM в конечном итоге создала его с помощью CGI, основывая дизайн на миниатюрной скульптуре, которую создала команда Уинстона. Кроме того, в более ранней начальной сцене, которая была утилизована, японский траулер приобретает частично разложенного паразавролофа в своей сети, который оторвался бы от веса, позволяя телу утонуть в океан. Команда Уинстона создала практичного паразавролофа для сцены до того, как он был сломлен, хотя туша всё ещё использовалась для сцены в гнезде тираннозавра[73].
- Птеранодон появляется в конце фильма[28].
- Стегозавр был, по словам Спилберга, включен «по всенародному спросу». Команда Уинстона создала полноразмерные версии как детёныша, так и взрослого стегозавра, но Спилберг решил использовать цифровую версию для взрослых особей, чтобы они могли быть более подвижными[52]. Детёныш стегозавр был 2,4 метра в длину и массой 180 кг. Он был отправлен в лес секвойи для съёмок. Взрослые стегозавры были 7,9 метров в длину и 4,9 метров в высоту. Хотя они также были доставлены в лес для съёмок, они не были использованы из-за проблем с подвижностью и безопасности. Полноразмерный стегозавр показан только на короткой сцене, в котором животное находится в клетке[28].
- Трицератопс показан, когда его преследуют охотники InGen. Детёныш трицератопса также был создан командой Уинстона для сцены, изображающей животное в клетке. Детёныш трицератопса ранее был запланирован для первого фильма, прежде чем его удалили[28].
- Тираннозавр представлен семьёй, с двумя взрослыми и детёнышем[52]. В дополнение к аниматронному тираннозавру из первого фильма, Уинстон и его команда также создали второго взрослого тираннозавра для продолжения[13]. С двумя практичными тираннозаврами требовалось удвоить работу и кукловодов[52]. Аниматронные взрослых тираннозавры были построены от головы до середины тела, а сцены всего тела были созданы с помощью CGI[70]. Аниматроники весили 9 тонн каждый и стоили 1 миллион долларов за штуку[17][19]. Поскольку аниматроники были тяжёлыми и их было трудно перемещать, было принято решение установить их на 24-сцене на время съёмок, создавая новые декорации вокруг них по мере продвижения съёмок[16]:{{{1}}}. В дополнение к смерти Эдди, в сценах, изображающих смерть Берка и Ладлоу, также использовался аниматронный тираннозавр[28].
  - У детёныша тираннозавра были две разные практичные версии, «полностью сдержанная» версия с дистанционным управлением, которую актёры могли носить, и гибрид, управляемый как гидравликой, так и кабелями, которые лежали на операционном столе, и имел дополнительную сложность перемещения, когда Вон держал голову[52].
- У велоцираптора была механическая версия, которая изображала верхнюю половину его тела, и цифровой компьютерный хищник с полным движением[36]. Для фильма также рассматривался «супер-хищник», но Спилберг отклонил его, сказав, что он «немного тяжёл из фильма ужасов. Я не хотел создавать инопланетянина»[20].

## Музыка
Для продолжения композитор Джон Уильямс избегал использования большей части основных тем предыдущего фильма, написав музыку, более ориентированную на экшен. Саундтрек вышел 20 мая 1997 года. Он, наряду с саундтреком к первому фильму, был переработан и переиздан 29 ноября 2016 года.

## Маркетинг
В феврале 1997 года Universal объявила о маркетинговой кампании стоимостью 250 миллионов долларов с 70 рекламными партнерами. Она была даже более обширной, чем к первому фильму. Вдохновлённая тем, как в «Парке Юрского периода» был представлен Ford Explorer, Mercedes-Benz подписала соглашение об одобрении продолжения, чтобы представить свой первый SUV, ML 320 (W163). Другими ведущими партнёрами были Burger King, который уже продвигал другую франшизу о динозаврах Universal, «Земля до начала времён»; JVC, которая также имеет размещение продукта в фильме; и Timberland Co.. Другим партнёром была Tropicana Products, тогдашняя дочерная компания Universal под Seagram. Среди других рекламных партнеров были Hamburger Helper и Betty Crocker, а General Mills представила хлопья Jurassic Park Crunch. Производными работами были различные игры, пинбол и серия комиксов из четырёх выпусков, выпущенная Topps Comics.
Другими рекламными товарами были линия фигурок от Kenner и автомобили с дистанционным управлением от Tyco, а также настольная игра от Milton Bradley Company. Также были произведены шоколадные батончики от компании The Hershey Company с голографическими узорами динозавров. Universal надеялась, что рекламная прибыль превысит 1 миллиард долларов.

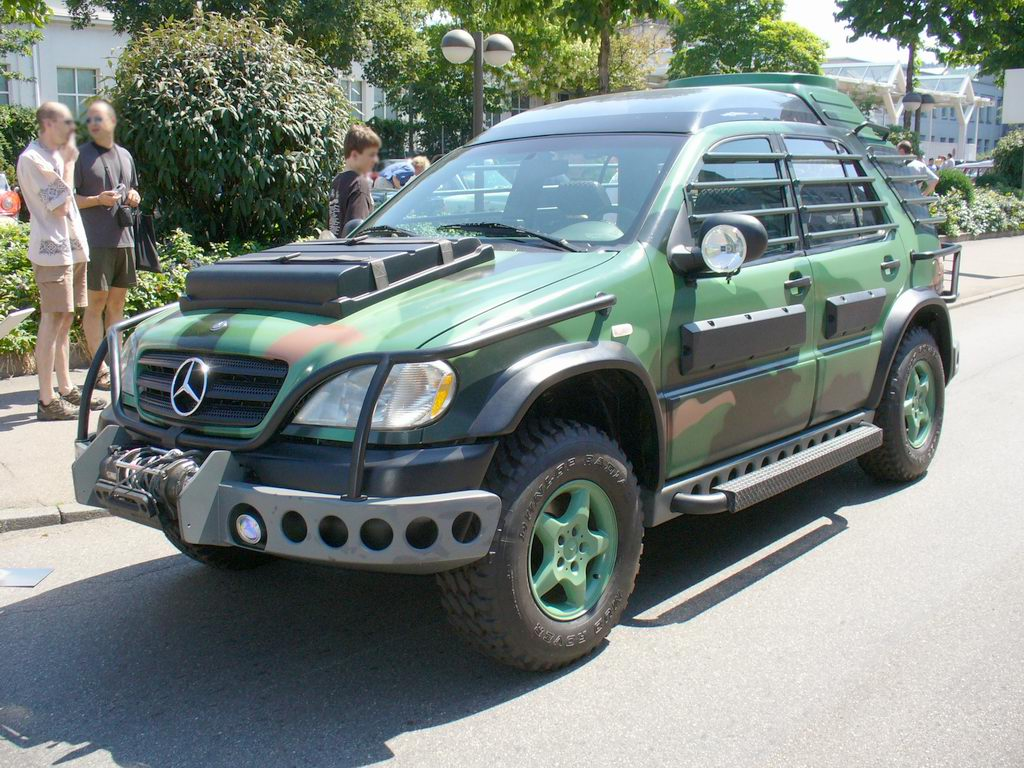
Mercedes-Benz ML 320 (W163), используемый в фильме, выставленный в музее Mercedes-Benz в Германии.

13 декабря 1996 года в 42 кинотеатрах в США и Канаде по цене 14 000 долларов США для каждого кинотеатра вышла специальная версия тизер-трейлера фильма; в трейлере использовались синхронизированные стробоскопы, которые имитировали молнию во время сцены дождя. Первый трейлер фильма вышел в эфир 26 января 1997 года, во время Супербоула XXXI. Передвижная выставка «Затерянный мир: жизнь и смерть динозавров» отправилась в турне в мае 1997 года, что совпало с выходом фильма. Выставка была подготовлена в связи с фильмом, её центральным элементом было воссоздание маменчизавра длиной 70 футов.
Также был создан подробный веб-сайт для фильма, который предоставил предысторию для персонажей и событий, не упомянутых в фильме. Вскоре после выхода фильма хакеры проникли на сайт и ненадолго изменили логотип фильма, чтобы вместо тираннозавра была изображена утка. Название фильма в логотипе также было временно изменено на «Пруд юрского периода: Утиный мир». Universal отрицала, что взлом был рекламным трюком для продвижения фильма, заявив, что он был прослежен до «16-летнего хакера с Востока». По состоянию на 2017 год веб-сайт всё ещё доступен.

## Выход

### В кинотеатрах
Премьера фильма состоялась 19 мая 1997 года, в театре Cineplex Odeon в Юниверсал-Сити, Калифорния. Los Angeles Times назвал премьеру «сдержанной». В широкий прокат фильм вышел 23 мая 1997 года, предпоказы прошли в 22:00 накануне вечером. Он получил самый широкий прокат фильма на тот момент, выйдя в 3281 кинотеатре, превзойдя рекорд, принадлежавший фильму «Миссия невыполнима». Фильм расширился до 3 565 кинотеатров в четвёртый уик-энд. Это был первый фильм, в котором использовался логотип Universal Pictures 1997-2012 годов, сопровождаемый его фанфарами Джерри Голдсмита.
Это был первый американский фильм, который был широко выпущен в Индии, выйдя в 155 кинотеатрах 5 сентября 1997 года.

### Выход на видео
4 ноября 1997 года фильм вышел на VHS и LaserDisc, сертифицированных THX, сопровождаемых рекламной кампанией на сумму 50 миллионов долларов.
Fox заплатила 80 миллионов долларов за права на трансляцию фильма, который вышел 1 ноября 1998 года. Телевизионная версия была расширена за счёт удаленных сцен, включая увольнение Хаммонда руководителями InGen.
10 октября 2000 года фильм был выпущен в коллекционном DVD-издании в широкоэкранном (1.85:1) и полноэкранном форматах (1.33:1), в бокс-сете со своим предшественником «Парк юрского периода». Фильмы также были представлены в ограниченном издании с обоими DVD-дисками, саундтрек-альбомами, двумя лентикулярами, кадрами из обоих фильмов и сертификатом подлинности, подписанным производителями издания, внутри коробки. После выхода продолжения «Парк юрского периода III», бокс-сеты, включающие все три фильма, также стали доступны 11 декабря 2001 года в виде Jurassic Park Trilogy и 29 ноября 2005 года в виде Jurassic Park Adventure Pack. Фильм также вышел 25 октября 2011 года на Blu-ray в рамках трилогии. Вся серия фильмов «Парк юрского периода» была выпущена на 4K UHD Blu-Ray 22 мая 2018 года.

## Восприятие

### Кассовые сборы
Фильм заработал 72,1 миллиона долларов в первый уик-энд (92,7 миллиона долларов за четырёхдневный праздник День поминовения, включая 2,6 миллиона долларов с вечерних предпоказов в четверг в США, что было самыми крупными сборами в первый уик-энд, обойдя фильм «Бэтмен навсегда». Это сделало его первым фильмом, который достиг отметки в 70 миллионов долларов за первые уик-энд. Фильм удерживал этот рекорд в течение 4,5 лет до выхода фильма «Гарри Поттер и философский камень» в ноябре 2001 года.
У также был самый кассовый майский премьерный уик-энд, превзойдя предыдущие рекорды фильмов «Смерч» и «Миссия невыполнима». Он удерживал этот рекорд до 2002 года, когда вышел фильм «Человек-паук». Кроме того, он превзошёл «Миссию невыполниму» по тому, что у него был самый кассовый уик-энд в День поминовения, а также три вступительных рекорда, принадлежащих «Дню независимости». В 2004 году «Шрек 2» побил рекорд «Затерянного мира» за самый большой доход в уик-энд в День поминовения. Этот фильм удерживал этот рекорд в течение двух лет, пока он не был подбит «Людьми Икс: Последняя битва» в 2006 году, который также побил рекорд «Затерянного мира» за самый высокий доход уик-энд в День поминовения. Кроме того, у него был самый большой доход в первый уик-энд для фильма Спилберга, и он держал этот рекорд в течение десятилетия, пока его не превзошёл «Индиана Джонс и Королевство хрустального черепа» в 2008 году. Год спустя «Форсаж 4« превзошёл «Затерянный мир» по самому кассовому премьерному уик-энду любого фильма Universal.
«Затерянный мир» также побил несколько других кассовых рекордов. Фильм заработал 21,6 миллиона долларов на премьере в пятницу и 24,4 миллиона долларов на второй день, что делает это самым высоким показателем в пятницу и субботу соответственно. Рекорд за пятницу был превзойдён «Историей игрушек 2» в 1999 году, фильм продолжал удерживать рекорд в за субботу еще два года, пока его превзошёл фильм «Мумия возвращается». Он также достиг рекорда по самым высоким однодневным кассовым сборам в размере 26,1 миллиона долларов 25 мая, рекорд, удерживаемый до выхода фильма «Звёздные войны. Эпизод I: Скрытая угроза» в 1999 году. Он стал фильмом, который быстрее всех достиг отметки в 100 миллионов долларов, достигнув её всего за шесть дней. Это был также фильм Спилберга, который быстрее всех пересёк эту отметку, удерживая этот рекорд, пока не вышел фильм «Война миров», достигнув этой отметки за пять дней.
Несмотря на эти рекорды, его общие кассовые сборы упал ниже общих сборов оригинального фильма. Продажи билетов упали на 62% ко второму уик-энду. Фильм заработал 34,1 миллиона долларов во время своего второго уик-энда, что сделало это четвёртым кассовым уик-эндом за всё время, после своего предшественника «Парк юрского периода», «Смерча» и «Дня независимости». В течение следующих нескольких недель «Затерянный мир» конкурировал с другими блокбастерами, вышедшими тем летом, такими как «Геркулес», «Без лица», «Люди в чёрном», «Воздушная тюрьма», «Джордж из джунглей», «Бэтмен и Робин» и «Скорость 2: Контроль над круизом». В Таиланде «Затерянный мир» стал самым кассовым фильмом страны всех времён. В конечном итоге он заработал 229,1 миллионов долларов и 389,5 миллионов долларов на международном уровне, в общей сложности 618,6 миллионов долларов по всему миру, став вторым кассовым фильмом 1997 года после «Титаника». В Северной Америке было продано около 49 910 000 билетов на фильм.

### Отзывы критиков
Фильм получил смешанные отзывы от критиков. На Rotten Tomatoes фильм имеет рейтинг 56% на основе 153 отзывов со средней оценкой 5,70 из 10. Консенсус сайта гласит: «„Затерянный мир“ показывает, как далеко продвинулись эффекты CG за четыре года после „Парка юрского периода“; к сожалению, это также доказывает, насколько трудно собрать действительно убедительное продолжение». На Metacritic фильм имеет рейтинг 59 из 100, основанный на 18 отзывах, что указывает на «смешанные или средние отзывы». Аудитория, опрошенная CinemaScore, дала фильму среднюю оценку «B+» по шкале от A+ до F.
Роджер Эберт, который дал первому фильму три звезды, дал «Затерянному миру» только две, написав: «Можно сказать, что животные в этом фильме превосходят любые видимые признаки спецэффектов и, кажется, ходят по земле, но тот же реализм не доведён до человеческих персонажей, которые связаны условностями сюжета и формулами экшена». Джин Сискел из Chicago Tribune также дал фильму две звезды и сказал: «Я был разочарован так же, как и в восторге, потому что в „Затерянном мире“ не хватает основного приключенческих фильмов Стивена Спилберга: захватывающие персонажи. […] Даже в оригинальном „Парке юрского периода“ динозавры — не говоря уже о людях — имели более отчётливые личности, чем здесь. За исключением превосходных спецэффектов, „Затерянный мир“ выглядит как переработанный материал».
Кевин Томас из Los Angeles Times увидел улучшение развития характера по сравнению с оригиналом: «Казалось такой ошибкой в „Парке юрского периода“ в начале своего самого интересного персонажа, блестящего, свободомыслящего и откровенного теоретика Яна Малкольма (Джефф Голдблюм) со сломанной ногой, но в своём самом вдохновенном инсульте, „Затерянный мир“ возвращает Малкольма и ставит его в центре внимания», называя «удовольствием наблюдать за такими хитрыми профессионалами, как Голдблюм и Аттенборо спорят друг с другом с остроумием и уверенностью». Стивен Холден из The New York Times написал: «„Затерянный мир“, в отличие от „Парка юрского периода“, гуманизирует своих монстров так, что „Инопланетянин“ поймёт». Оуэн Глейберман из Entertainment Weekly дал фильму оценку B; он заметил: «Мистер тираннозавр был крут в первом фильме Спилберга, конечно, но только когда [это было в] Сан-Диего, всё стало безумно круто. Это старая загадка «дерево, падающего в лесу»: если ваш гигантский монстр не наносит огромный ущерб имуществу, можете ли вы действительно назвать его гигантским монстром?».
Спилберг сказал, что во время производства он всё больше разочаровался в фильме:
Я избиваю себя… становлюсь всё более и более нетерпеливым с самим собой… Это заставило меня тоскливо делать говорящую картину, потому что иногда у меня возникало ощущение, что я просто снимаю этот большой немой фильм… Я обнаружил, что говорю: «Это всё, что есть? Мне этого недостаточно».
Спилберг пожалел, что герои фильма знают, что едут на остров динозавров, в отличие от предыдущего фильма. В 2016 году он сказал:
Мои сиквелы не так хороши, как мои оригиналы, потому что я перехожу на каждое продолжение, которое я сделал, и я слишком уверен в себе. Этот фильм заработал около миллиона долларов, что оправдывает продолжение, так что я прихожу так, как будто это будет слэм-данк, и в итоге я делаю фильм ниже предыдущего. Я говорю о «Затерянном мире» и «Парке юрского периода».

#### Переоценка
Более поздние отзывы также были смешанными. Критик Тим Брейтон в 2013 году описал фильм как «готовое худшее, что когда-либо делал Стивен Спилберг». В 2015 году Мэтт Голдберг из Collider написал, что фильм ощущается «как работа протеже Спилберга. Все ритмы на месте, но это имитация». Он считал фильм уступающим своему предшественнику. В 2018 году Брайан Силлиман из Syfy Wire назвал фильм редким примером экранизации, которая лучше, чем его роман. В частности, он похвалил добавление Постлетуэйта и его персонажа. Тем не менее, Стефани Уильямс из Syfy Wire считала роман превосходным, находя его более насыщенным и захватывающим, а также не торопящим «дышать этими величественными существами», а в фильме «гораздо больше бегущих и криков».
Билдж Эбири из Vulture написал рецензию на фильм в 2020 году, похвалив элементы ужасов и написав, что он «может быть самым мерзким фильмом Спилберга — по-настоящему безумной серией в основном безсловных боевиков и ужасов, техническое мастерство которых соответствует только их жестокости». Джейкоб Холл из /Film негативно сравнил его с фильмом Спилберга «Индиана Джонс и храм судьбы», написав, что «Затерянный мир» превращает «умных персонажей в неуклюжих идиотов», увеличивает «громкость и хаос, возвращая тайну и благоговение», и заменяет «возбуждение насилием и жестокостью». В 2024 году Rolling Stone поставил фильм на 48-е место в списке 50 самых разочаровывающих сиквелов всех времён, написав: «Всё это кажется очень однообразным и не имеет чувства удивления, найденного в оригинале». В 2025 году Far Out Magazine и USA Today назвали фильм худшим фильмом Спилберга.

### Награды и номинации
| Премия                           | Дата церемонии     | Категория | Получатель(и)                                                 | Результат | Примечания      |
| -------------------------------- | ------------------ | --- | ------------------------------------------------------------- | --------- | --------------- |
| Оскар                            | 23 марта 1998      | Лучшие визуальные эффекты                                                                                                 | Деннис Мьюрен, Стэн Уинстон, Рэндал М. Дутра и Майкл Лантьери | Номинация | [ 167 ] [ 168 ] |
| Blockbuster Entertainment Awards | 10 марта 1998      | Любимый актёр — научная фантастика                                                                                        | Джефф Голдблюм                                                | Номинация | [ 169 ]         |
| Blockbuster Entertainment Awards | 10 марта 1998      | Любимая актриса — научная фантастика                                                                                      | Джулианна Мур                                                 | Номинация | [ 169 ]         |
| Золотая малина                   | 22 марта 1998      | Худший ремейк или сиквел                                                                                                  |                                                               | Номинация | [ 170 ]         |
| Золотая малина                   | 22 марта 1998      | Худшее безрассудное пренебрежение к человеческой жизни и общественной собственности                                       |                                                               | Номинация | [ 170 ]         |
| Золотая малина                   | 22 марта 1998      | Худший сценарий | Дэвид Кепп, основанный на книге Майкла Крайтона               | Номинация | [ 170 ]         |
| Грэмми                           | 25 февраля 1998    | Лучшая инструментальная композиция                                                                                        | Джон Уильямс                                                  | Номинация | [ 171 ]         |
| Image Awards                     | 13–14 февраля 1998 | Выдающийся молодой актёр/актриса                                                                                          | Ванесса Ли Честер                                             | Номинация | [ 172 ]         |
| MTV Movie Awards                 | 30 мая 1998        | Лучшая экшн-сцена | Тираннозавр нападает на Сан-Диего                             | Номинация | [ 173 ] [ 174 ] |
| Rembrandt Awards                 | 1998               | Лучшая режиссура | Стивен Спилберг                                               | Победа    | [ 175 ]         |
| Спутник                          | 22 февраля 1998    | Лучший фильм — анимация или смешанная техника                                                                             |                                                               | Номинация | [ 176 ]         |
| Сатурн                           | 10 июня 1998       | Лучший фэнтези-фильм |                                                               | Номинация | [ 177 ]         |
| Сатурн                           | 10 июня 1998       | Лучшая режиссура | Стивен Спилберг                                               | Номинация | [ 177 ]         |
| Сатурн                           | 10 июня 1998       | Лучший киноактёр второго плана                                                                                            | Пит Постлетуэйт                                               | Номинация | [ 177 ]         |
| Сатурн                           | 10 июня 1998       | Лучшая молодая актриса | Ванесса Ли Честер                                             | Номинация | [ 177 ]         |
| Сатурн                           | 10 июня 1998       | Лучшие спецэффекты | Деннис Мьюрен, Стэн Уинстон, Рэндал М. Дутра и Майкл Лантьери | Номинация | [ 177 ]         |
| Stinkers Bad Movie Awards        | 1998               | Худший сценарий для фильма стоимостью более 100 миллионов долларов по всему миру с использованием голливудской математики |                                                               | Номинация | [ 178 ]         |
| Stinkers Bad Movie Awards        | 1998               | Худший сиквел |                                                               | Номинация | [ 178 ]         |

## Продолжение
Третий фильм, «Парк юрского периода III», вышел в 2001 году. Режиссёром выступил Джо Джонстон, а Спилберг — исполнительным продюсером.